# Bảo trợ của Đức Maria
Danh sách các bảo trợ của Maria đối với nghề nghiệp, các hoạt động, các giáo phận, và những nơi khác:

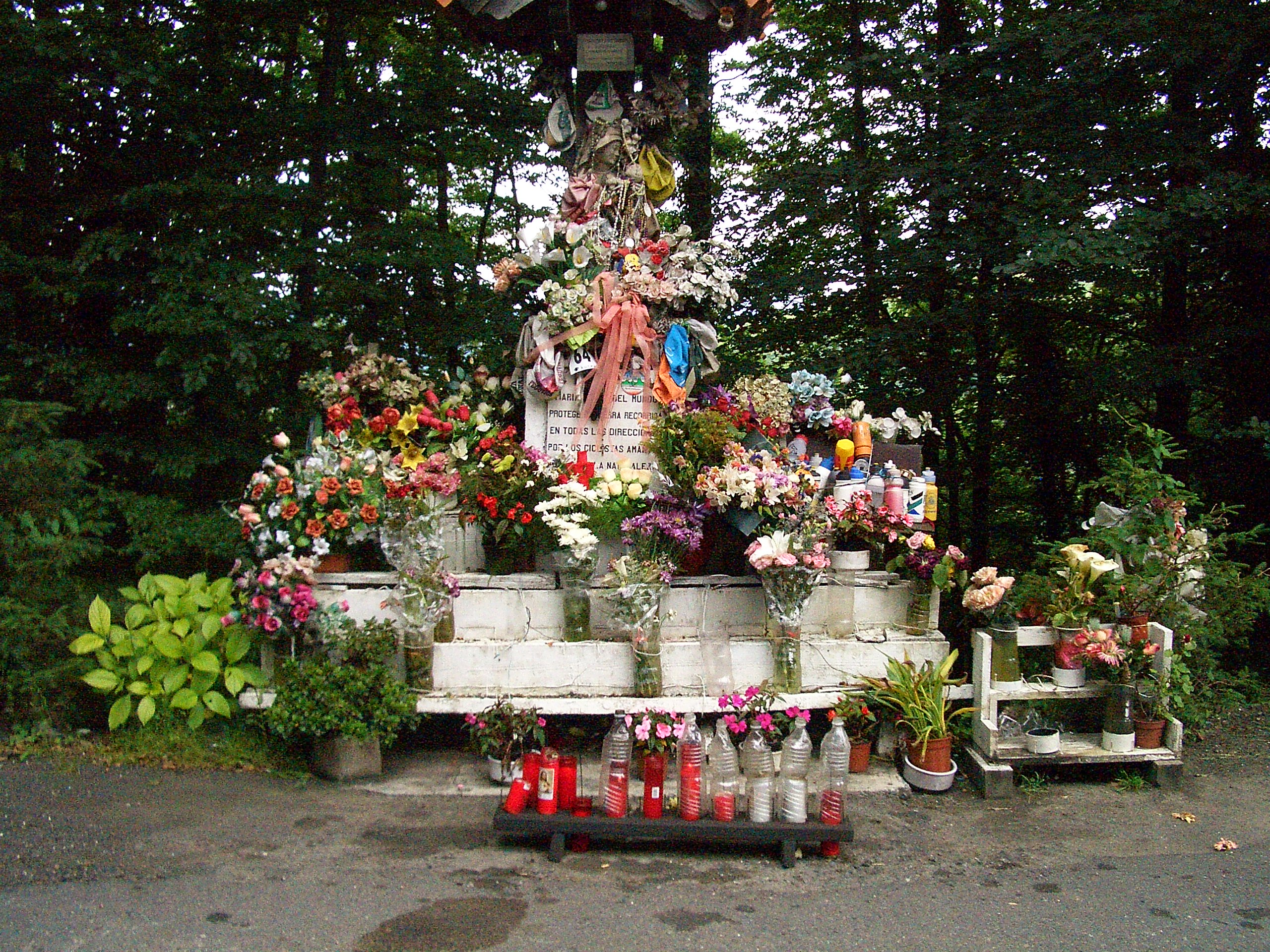
Đức Maria, được tôn kính như người bảo trợ cho xe đạp, ở gần Leintz-Gatzaga, Basque

## Nghề nghiệp và các lĩnh vực
Đức Maria có thể được xem là người bảo trợ chung cho toàn nhân loại. Thế nhưng đối với một số nghề nghiệp và lĩnh vực có sự liên kết chặt chẽ hơn với Đức Mẹ.
- Hàng không phi hành đoàn và các phi công (đặc biệt ở Bỉ, Tây Ban Nha, Ý và Pháp)
- Lực lượng an ninh Andorra
- Argentina Quân đội, Hải quân và tuyên úy quân đội
- Xe đạp
- Hiến máu nhân đạo
- Thuyền
- Bolivia Hải quân xây dựng.
- Dòng Camêlô
- Chilê Quân đội và Hải quân
- Xitô
- Công nhân Vải
- Những người giữ nhà và chủ nhân Cà phê
- Công nhân xây dựng
- Đầu bếp
- Thợ đóng thùng
- Những người tham gia Thập tự chinh
- Lò rượu
- Người bán vải
- Ecuador Quân đội
- Giác ngộ
- Ngư dân
- Các đại lý cá
- Thợ kim hoàn
- An toàn lao động
- Tu sĩ dòng Tên
- Nhà sản xuất Đèn
- Các bà mẹ
- Xe máy
- Hàng hải
- Những nhà sản xuất kim khâu và pin
- Người bán tin tức
- Các nữ tu
- Ơn gọi dâng hiến
- Gốm
- Các nhà hàng
- Người sản xuất ribbon
- Các Thủy thủ
- Công nhân Lụa
- Bạc
- Tây Ban Nha kiến trúc sư và cảnh sát
- Công nhân thảm
- Hiệp sĩ Teutonic
- Du kháchl
- Công nhân gạch
- Người làm bọc ghế
- Quân đội Hoa Kỳ
- Vệ binh quốc gia Vênêzuêla
- Trinh tiết
- Người điều hành du thuyền

## Bổn mạng của các giáo phận
- Giáo phận công giáo Marôn Đức Mẹ Ly-Băng của Los Angeles
- Albany, New York (Vô nhiễm nguyên tội)
- Altoona-Johnstown, Pennsylvania
- Archdiocese of Manila, Philippines (Vô nhiễm nguyên tội)
- Austin, Texas
- Baltimore, Maryland
- Bismarck, North Dakota
- Burlington, Vermont
- Camden, New Jersey
- Charlotte, North Carolina
- Cologne, Đức (Vô nhiễm nguyên tội)
- Colorado Springs, Colorado
- Crookston, Minnesota
- Denver, Colorado
- Des Moines, Iowa
- Dodge City, Kansas
- Duluth, Minnesota
- Essen, Đức
- Evansville, Indiana
- Fargo, North Dakota
- Fort Wayne-South Bend, Indiana
- Gallup, New Mexico
- Gaylord, Michigan
- Grand Island, Nebraska
- Greensburg, Pennsylvania
- Guadalajara, Jalisco
- Halifax, Nova Scotia
- Honolulu, Hawaii
- Lafayette, Indiana
- Lake Charles, Louisiana
- Lincoln, Nebraska
- Đảo Malta, Malta
- Miami, Florida
- Monterey, California
- Montreal, Quebec
- Nashville, Tennessee
- New Orleans, Louisiana
- New Ulm, Minnesota
- Ogdensburg, New York
- Pearland, Texas
- Philadelphia, Pennsylvania
- Phoenix, Arizona
- Pittsburgh, Pennsylvania
- Portland, Maine
- Portland, Oregon
- Providence, đảo Rhode
- Pueblo, Colorado
- Raleigh, North Carolina
- Reno, Nevada
- Rockford, Illinois
- Sacramento, California
- Salina, Kansas
- Savannah, Georgia
- Seattle, Washington
- Shreveport, Louisiana
- Thành phố Sioux, Iowa
- Spokane, Washington
- Steubenville, Ohio
- Syracuse, New York
- Toowoomba, Queensland
- Tyler, Texas
- Venice, Florida
- Wimberley, Texas
- Wichita, Kansas
- Zabbar, Malta
- Diveevo, Nga

## Những nơi khác
Một số lượng lớn các quốc gia nhận Đức Maria làm người bảo trợ.

### Albania
- Đức Mẹ Các luật sư - Albania

### Algeria
- Đức Mẹ Phi Châu - Algeria

### Andorra
- Đức Mẹ Meritxell - Andorra

### Angola
- Trái tim vô nhiêm của Mẹ Maria - Angola

### Argentina
- Maria - Pergamino, Argentina
- Đức Mẹ Vô Nhiễm Nguyên Tội - Argentina
- Đức Mẹ Luján - Luján, Argentina
- Đức Bà Đen Oropa - Lomas del Mirador, Argentina

### Australia
- Đức Mẹ Hằng Cứu Giúp - Úc
- Đức Mẹ Thập Giá miền Nam
  - Giáo xứ Collingwood - Clifton Hill, Victoria
  - Giáo xứ Inglewood, Queensland

### Áo
- Đức Mẹ Mariazell - Áo

### Bỉ
- Đức Mẹ Banneaux - Bỉ
- Đức Mẹ Beauraing - Bỉ

### Bôlivia
- Đức Mẹ Capucdana - Bolivia
- Đức Mẹ Núi Carmel - Bolivia
- Đức Mẹ Candelaria (Candlemas) - Bolivia
- Đức Mẹ Copacabana - Bolivia

### Brazil
- Đức Mẹ Vô Nhiễm Nguyên Tội - Brasil
- Đức Mẹ Aparecida - Brasil
- Đức Mẹ Nazareth - Brasil

### Canada
- Đức Mẹ của Người da đỏ - Canada
- Đức Mẹ Cape - Canada
- Đức Mẹ Assumption của - Acadians, Canada
- Đức Mẹ Rất Thánh Mân Côi - Vancouver, British Columbia

### Chilê
- Đức mẹ Núi Carmel - Chilê

### Trung Quốc
- Đức Mẹ Trung Quốc
- Đức Mẹ Phù Hộ Các Giáo Hữu

### Côlômbia
- Đức Mẹ Rất Thánh Mân Côi Chiquinquirá - Colômbia
- Đức mẹ Rất Thánh Mân Côi - Côlômbia
- Đức Mẹ Candelaria - Medellin

### Cônggô
- Trái Tim Vô Nhiễm Đức Maria - Cộng hòa Cônggô
- Đức Mẹ, Nữ vương toàn quốc - Cộng hòa Cônggô

### Costa Rica
- Đức Mẹ của các thiên thần - Costa Rica

### Cuba
- Đức Mẹ Charity của El Cobre - Cuba
- Đức Mẹ Regla, Bảo trợ của Afro Cubans, Municipio de Regla, La Habana - Cuba

### Cộng hòa Dominican
- Đức Mẹ tràn đầy ân sủng
- Maria
- Nữ vương De Las Mercedes.